# Мамедова, Пакизар Курбан кызы
Пакизар (Пакиза) Курбан кызы Мамедова (азерб. Pakizə Qurban qızı Məmmədova; 17 марта 1913, Боюк Амили, Нухинский уезд — ?) — советский азербайджанский табаковод, Герой Социалистического Труда (1950).

## Биография
Родилась 17 марта 1913 года в селе Боюк Амили Нухинского уезда Елизаветпольской губернии (ныне село в Габалинском районе Азербайджана).
С 1938 года — колхозница, звеньевая колхоза имени Байрамова Куткашенского района Азербайджанской ССР. В 1949 году получила урожай табака сорта «Самсун» 20,8 центнеров с гектара на площади 3 гектаров.
Указом Президиума Верховного Совета СССР от 17 июня 1950 года за получение высоких урожаев табака в 1949 году Мамедовой Пакизар Курбан кызы присвоено звание Героя Социалистического Труда с вручением ордена Ленина и золотой медали «Серп и Молот».
С 1967 года — пенсионер союзного значения.
Активно участвовала в общественной жизни Азербайджана. Член КПСС с 1943 года.